# 嗎啡
嗎啡（INN：morphine）是一種阿片類藥物，属于阿片μ受体激动剂，为阿片中的主要生物碱，有镇痛作用，具成瘾性。嗎啡直接作用於中樞神經系統，改變人體對疼痛的感覺，可用於緩解急性或慢性疼痛。嗎啡也常用於心肌梗塞和臨盆時。
嗎啡給藥途徑有口服、直腸給藥、皮下注射、靜脈注射，或脊髓周圍注射。
潛在的嚴重副作用有呼吸抑制和低血壓，且有高度成癮性和藥物濫用的情形。如果長期使用後驟然降低劑量，可能會出現戒斷症狀。常見的副作用有昏沉、嘔吐和便秘。懷孕和哺乳期間不建議使用，以免影響胎兒，或是授乳的嬰兒。
嗎啡是在1803-1805年由德國藥師瑟圖納首次分離出來，普遍相信嗎啡是首個成功從植物體內分離的活性成分。美國默克藥廠於1827年開始商業販售。皮下注射器在1835-1855年間被發明，嗎啡的使用從此愈發廣泛。瑟圖納起初因為嗎啡具有讓人睡著的傾向，就以希臘神話中的夢境與睡眠之神——摩耳甫斯（Morpheus）的名稱將這種物質命名為「嗎啡」（Morphium）。
嗎啡的主要來源是從罌粟花的罌粟稈（罌粟的乾燥果實、莖和葉片）所分離出來。在2013年估計製造了52.3萬公斤的嗎啡。其中大約有4.5萬公斤的嗎啡被直接用於緩解疼痛，比二十年前高出四倍，且大多將嗎啡用於止痛的為已開發國家。約有70%的嗎啡被用於製作其他類阿片藥物，二氫嗎啡酮、羥考酮、海洛因，以及美沙酮。本品在美國屬於第二級管制藥品（Schedule II），在英國屬于甲級管制藥品（Class A），在加拿大属于第一級管制藥品，在中華民國則屬于《毒品危害防制條例》明定的第一級毒品，暨《管制藥品管理條例》所規範的第一級管制藥品。嗎啡列名於世界卫生组织基本药物标准清单，為基礎公衛體系的必備藥物之一。嗎啡於2022年在美國是排名第139位最常被開立處方的藥物，處方箋的累積數量超過400萬張。市場上有其通用名藥物（學名藥）販售。

## 醫療用途

### 疼痛
嗎啡主要用於治療急性和慢性重度疼痛。其鎮痛作用持續約三到七小時 。噁心和便秘的副作用極少嚴重到需要停止治療。

### 呼吸急促
嗎啡有助於減輕因癌症和非癌症原因引起的呼吸急促症狀。對於因晚期癌症或末期心肺疾病等狀況，導致休息時或輕微活動即出現呼吸困難的患者，規律服用低劑量緩釋嗎啡能安全且顯著減輕呼吸困難，且其益處可持久維持。

### 阿片類藥物使用障礙
在奧地利、德國、保加利亞、斯洛維尼亞和加拿大，緩釋嗎啡製劑被用於阿片類藥物使用障礙替代療法 (OST)，治療那些無法耐受美沙酮或丁丙諾啡的阿片類藥物使用障礙個體。

## 禁忌症
嗎啡的相對禁忌症有：
- 在沒有適當設備的情況下出現呼吸抑制[13]。
- 過去曾認為嗎啡在急性胰臟炎（英语：acute pancreatitis）中是禁忌，但文獻回顧顯示沒有證據支持這一點[35]。

## 不良反應

### 便秘
與洛哌丁胺及其他類阿片藥物類似，嗎啡作用於腸道的腸肌神經叢，降低腸道蠕動而引起便秘。嗎啡對胃腸道的影響主要經由腸道中的μ-類阿片受體介導。

### 激素失衡
臨床研究一致認為嗎啡與其他類阿片藥物一樣，經常導致長期使用者的性腺功能低下症和激素失衡，無論男女。這種副作用具有劑量依賴性，並發生在治療性使用者和娛樂性使用者身上。嗎啡可通過抑制黃體成長激素的水平來干擾月經。

### 對人類表現的影響
大多數評論認為類阿片藥物對人類在感覺、運動或注意力能力測試中的表現產生極小的損害。然而最近的研究已能顯示嗎啡造成一些損害。因為嗎啡是一種中樞神經系統抑制劑。嗎啡導致臨界閃爍頻率（衡量中樞神經系統整體覺醒度的指標）的功能受損，並在馬多克斯翼測試（衡量眼睛視軸偏差的指標）中呈現受損。
對於長期類阿片使用者，例如那些接受慢性類阿片鎮痛治療（COAT）以管理嚴重慢性疼痛的人，在大多數情況下，對他們的行為測試顯示在感知、認知、協調和行為功能正常。

### 障礙受強化

#### 成癮
嗎啡是一種高度成癮的物質。包括刊登於同行評審醫學期刊《刺胳針》的數項研究將嗎啡/海洛因列為成癮性排名第一的物質，其次是古柯鹼（第二）、尼古丁（第三）、巴比妥類藥物（第四），以及乙醇（第五）。在比較海洛因和嗎啡對曾對類阿片藥物成癮者生理和主觀影響的對照研究中，受試者對這兩種藥物沒有偏好。等效劑量的注射，其作用過程相似，海洛因穿過血腦屏障的速度稍快。受試者自我評定的欣快感、抱負、緊張、放鬆或嗜睡感均無差異。

#### 耐受性
關於耐受性產生的方式有數種假說，包括類阿片受體磷酸化（會改變受體構象）、受體與G蛋白的功能性解耦（導致受體脫敏）、μ-類阿片受體內化或受體下調（減少嗎啡作用的可用受體數量），以及環腺苷酸通路的表達上調（一種對類阿片作用的拮抗調節機制）。

#### 依賴性和戒斷
停止服用嗎啡會產生典型的類阿片戒斷症候群，與巴比妥類藥物、苯二氮平類藥物、酒精或鎮靜催眠藥不同，這種症候群對於其他方面健康的個體而言，它本身並不會致命。 急性嗎啡戒斷，與任何其他類阿片藥物一樣，會經歷多個階段。其他類阿片藥物在每個階段的強度和持續時間上有所不同，當停止使用弱效類阿片藥物和混合激動劑-拮抗劑時，身體對其依賴的程度也相對較低，所引起的戒斷反應通常會比較輕微，不會達到最強烈、最痛苦的程度。於戒斷的晚期階段，在一些患者身上，超音波檢查證實有胰腺炎的存在，這大概歸因於奧迪括約肌痙攣的結果。
與嗎啡成癮相關的戒斷症狀通常在下次預定劑量服用時間前不久出現，有時甚至在最後一次用藥後數小時內（通常是6到12小時）就會發生。早期症狀包括流淚、失眠、腹瀉、流鼻涕、打哈欠、煩躁不安、出汗，在某些情況下，還會出現強烈的藥物渴求。 成癮者常會經歷嚴重的憂鬱、焦慮、失眠、情緒波動、健忘、自尊心低落、困惑、偏執以及其他心理問題。戒斷症候群在沒干預的情況下會自行發展，大多數明顯的身體症狀會在7到10天內消失，包括心理依賴。在嗎啡戒斷後，如果導致濫用的物理環境和行為動機都沒改變，復發的可能性很高。嗎啡成癮性和強化性質的證明就是其復發率。據一些醫學專家估計，嗎啡使用者的復發率在所有藥物使用者中名列前茅，高達98%。

## 毒性

### 藥效學
此種化合物由於有悠久的歷史和既定作為止痛藥的用途，已成為所有其他類阿片藥物比較的基準。它主要與 μ–δ-類阿片 (Mu-Delta) 受體GPCR寡聚體相互作用。
μ-結合位點在人腦中離散分佈，在杏仁核後部、下視丘、視丘、尾狀核、殼核和某些皮質區域密度很高。它們也存在於脊髓第一和第二層（脊髓後灰柱）以及三叉神經脊髓核的初級傳入神經的末梢軸突上。
嗎啡作用于脊髓、延髓、中脑和丘脑等痛觉传导区阿片受体而提高痛阈，对伤害性刺激不再感到疼痛。有明显的呼吸抑制作用，由于释放组胺和对平滑肌的直接作用而引起支气管挛缩。对心血管系统无明显影响，可促进迷走神经兴奋，增加胆道平滑肌张力，产生组胺释放作用。过量使用可造成急性中毒。

#### 產生鎮痛作用
嗎啡透過活化延髓腹內側吻端的一個特定神經元群，即所謂的"嗎啡集合體"，來產生鎮痛作用。

#### 基因表現
研究顯示嗎啡可改變數種基因的表現。單次注射嗎啡已被證明可改變兩大類基因的表現，一類是與粒線體呼吸相關的蛋白質，另一類是與細胞骨架相關的蛋白質。

#### 對免疫系統的影響
嗎啡長期以來一直被認為作用於中樞神經系統細胞中表達的受體，而產生止痛和鎮痛效果。在1970年代和80年代，有證據顯示類阿片成癮者感染風險增加（例如肺炎、肺結核和愛滋病的增加），使得科學家們認為嗎啡也可能影響免疫系統。這種可能性增加人們對長期使用嗎啡對免疫系統影響的興趣]。

### 藥物動力學

#### 吸收與代謝
嗎啡可以經口服、舌下、頰黏膜、直腸、皮下、鼻腔、靜脈內、鞘內或硬膜外給藥，也可以透過霧化器吸入。以吸入（"Chasing the Dragon"）方式供娛樂性用藥用途變得越來越普遍，但就醫療目的而言，靜脈注射是最常見的給藥方式。嗎啡會經過廣泛的首渡效應（大部分在肝臟中被分解），因此如果是口服，只有40%到50%的劑量能到達中樞神經系統。皮下注射、肌肉注射和靜脈注射後的血漿濃度均相近。肌肉注射或皮下注射後，嗎啡血漿濃度約在20分鐘達到峰值。口服給藥後，血漿濃度約在30分鐘達到峰值。

#### 緩釋劑型
有商品名稱為Avinza、Kadian、MS Contin、Dolcontin和DepoDu的產品對於持續性疼痛，每24小時給藥一次（使用Kadian ）或兩次（使用MS Contin）的緩釋嗎啡，其止痛效果與多次給藥的速釋（或稱常規）嗎啡大致相同。緩釋嗎啡可根據需要與速釋嗎啡的"搶救劑量"一同給藥，以應對突破性疼痛，每次搶救劑量通常為24小時緩釋劑量的5%至15%。

### 手性和生物活性
嗎啡是一種五環的3°胺（生物鹼），具有5個立體中心，並以32種立體異構體形式存在。但所需的鎮痛活性僅存在於天然產物，即具有 (5R,6S,9R,13S,14R) 構型的 (-)-對映異構體中。

## 天然存在
嗎啡是鴉片中含量最豐富的鴉片類物質，鴉片是透過淺劃未成熟的罌粟蒴果所提取的乾燥乳膠。嗎啡通常佔鴉片乾重的8%至14%。罌粟的Przemko和Norman品種用於生產另外兩種生物鹼：蒂巴因（thebaine）和奧利巴文（oripavine），這兩種物質用於製造如羥考酮（oxycodone）和依托啡等半合成和合成類阿片藥物。

### 人體生物合成
嗎啡是人體內源性類阿片物質。各種人體細胞都能合成並釋放它，包括白血球。嗎啡在人體內的主要生物合成途徑包括：

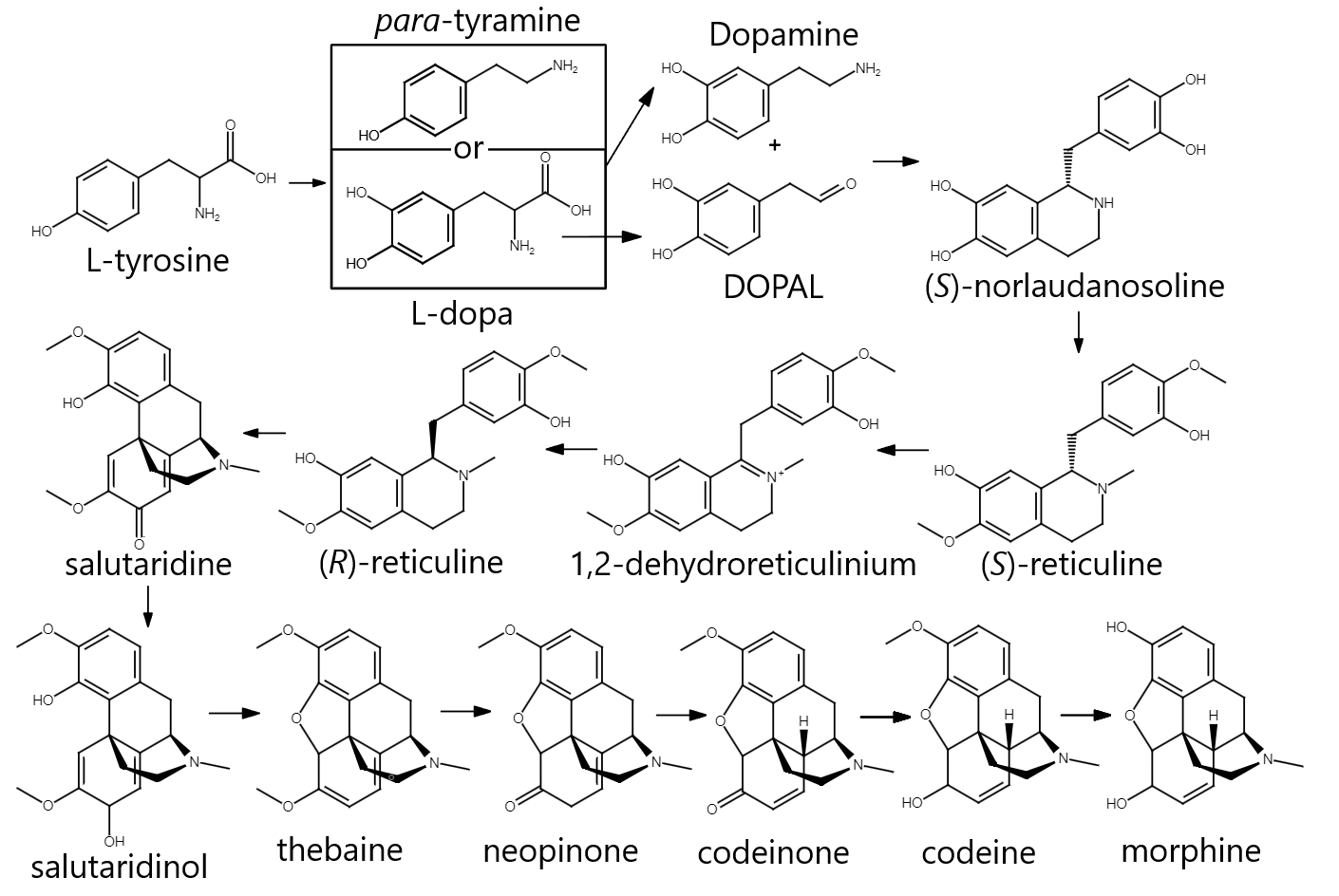
人體中生物合成嗎啡。

### 罌粟中生物合成

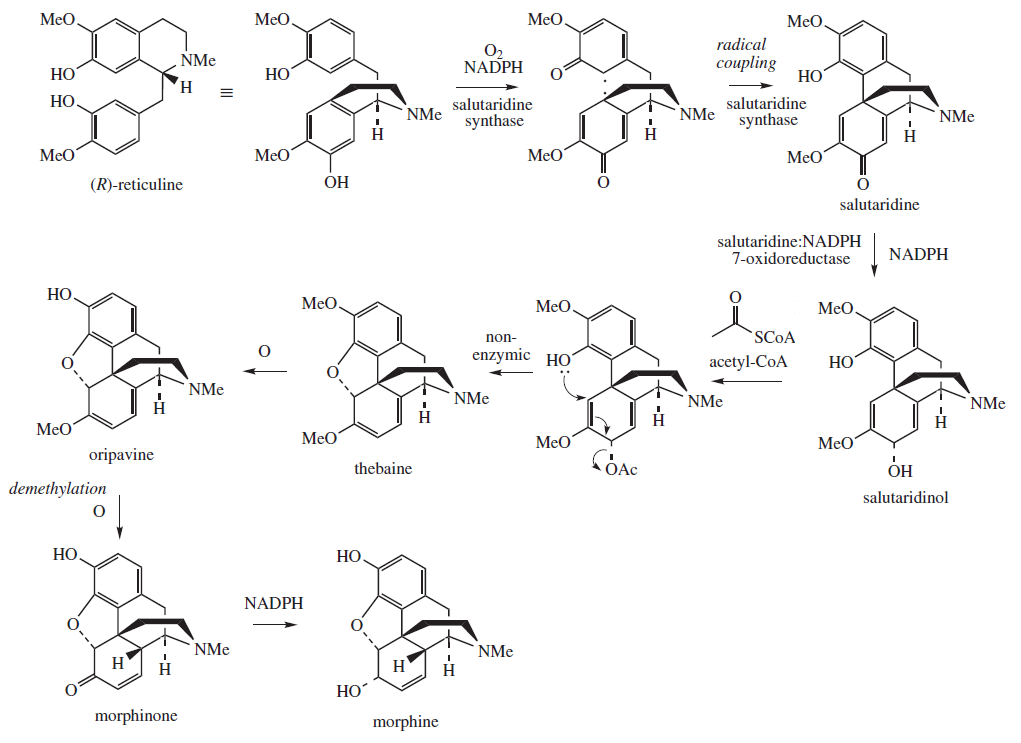
罌粟中生物合成嗎啡。

### 用途與衍生物
大多數合法生產的嗎啡透過甲基化反應以用於製造可待因。它也是多種藥物的前趨藥物（precursor），包括海洛因（3,6-二乙醯嗎啡）、氫嗎啡酮（二氫嗎啡酮）和羥二氫嗎啡酮（14-羥基二氫嗎啡酮）。

## 歷史
德國藥劑師弗里德里希·瑟圖納於1804年首次從罌粟中分離出嗎啡，命名源於希臘夢神摩耳甫斯，因其具催眠性。嗎啡比鴉片強六倍，瑟圖納曾錯誤認為其成癮性較低，但親身試驗後險些喪命，而且上癮，隨後警告其"可怕影響"。
嗎啡於1817年作為止痛藥及鴉片/酒精成癮治療藥物上市。1822年首次被用作毒藥。默克公司前身於1827年在德國開始商業化生產，嗎啡銷售對該公司的早期發展甚有幫助。1850年代，蘇格蘭醫生亞歷山大·伍德實驗性地為妻子注射嗎啡，雖有傳言她因此死於呼吸抑制，但她實際比丈夫多活十年。
後來發現嗎啡的成癮性更高。美國南北戰爭戰期間的濫用，據稱導致逾40萬人染上"士兵病"。然而，"士兵病"一詞直至1915年才首次被記載，其實際存在性仍有爭議。
雙乙醯嗎啡（海洛因）於1874年由嗎啡合成，由拜耳於1898年將其上市。其效力約為嗎啡的1.5-2 倍。海洛因脂溶性高，能更快穿透血腦屏障，因而增強成癮的強化作用。研究顯示靜脈注射時，1毫克海洛因約等同於1.80-2.66毫克嗎啡。
嗎啡於1914年在美國依據《哈里森麻醉品稅法》成為受管制物質，無處方持有屬刑事犯罪。它在海洛因問世前曾是全球最受到濫用的麻醉性鎮痛藥。在雙氫嗎啡、二氫嗎啡酮類阿片藥、羥考酮等藥物合成前，嗎啡、鴉片及海洛因的效力無可匹敵，全合成藥物如哌替啶要到1937年才出現。半合成藥物則為可待因衍生物，如雙氫可待因。
即便現今海洛因稀缺時，嗎啡仍是癮君子首選處方麻醉藥。特殊情況下，氫嗎啡酮、羥二氫嗎啡酮、高劑量羥考酮或美沙酮等藥物也可能成為首選。而最多海洛因成癮者使用的應急藥物多為可待因，雙氫可待因、罌粟衍生物及普洛西芬、曲馬多亦廣泛被用。
嗎啡結構式於1925年由羅伯特·魯賓遜確定。自1952年起有全合成方法問世並獲專利，但嗎啡主要仍透過傳統割取罌粟乳膠或匈牙利藥理學家János Kabay於1925年發明的罌粟稈加工法製取。
科學界於2003年證實人體內存在內源性嗎啡，結束長達三十年的推測，因曾發現人體μ3-阿片類受體似乎專為嗎啡而存在。研究還發現人體為應對癌性神經母細胞瘤細胞而形成的細胞中，含有微量內源性嗎啡。

## 社會與文化

### 法律地位

#### 非醫療用途
包括類阿片藥物在內的麻醉藥品所帶來的欣快感、全面緩解痛苦（包括各方面的苦難）、促進社交能力與同理心、"身體興奮感"（body high）以及焦慮緩解作用，可能導致使用者在沒有疼痛的情況下長期大量使用，進而對藥物產生渴求。

### 名稱
嗎啡在世界各地以多種不同的品牌名稱銷售。在英式英語中，它曾被稱為"Morphia"。

### 開發中國家的取得性
嗎啡價格便宜，但較貧窮國家的人民往往無法取得。根據國際麻醉品管制局於2005年的估計，全球79%的嗎啡被六個國家（澳大利亞、加拿大、法國、德國、英國和美國）消耗。而佔全球80%人口的較不富裕國家，僅消耗全球嗎啡供應量的約6%。

## 獸醫用途
嗎啡在小型動物獸醫學中是一種常見的圍手術期鎮痛藥，因為它成本低廉且給藥途徑多樣。自19世紀末以來，嗎啡已用於貓和狗。嗎啡可用於狗、貓和馬。在馬匹中，由於擔心胃腸道麻痺和神經系統影響，較少見使用。然而像硬膜外給藥0.1–0.2毫克/公斤這樣的較低劑量不會導致此類不良反應。由於相關法規的限制，類阿片藥物在牲畜中治療中通常不常見。嗎啡可用於豬、牛、山羊和駱馬的手術。

## 外部連結
- . MedlinePlus.
- . MedlinePlus.

Template:Components of Opium
Template:Opioid receptor modulators